# ジェイアールバス東北久慈営業所
ジェイアールバス東北久慈営業所（ジェイアールバスとうほくくじえいぎょうしょ）は、かつて岩手県久慈市にあったジェイアールバス東北の営業所である。

## 沿革

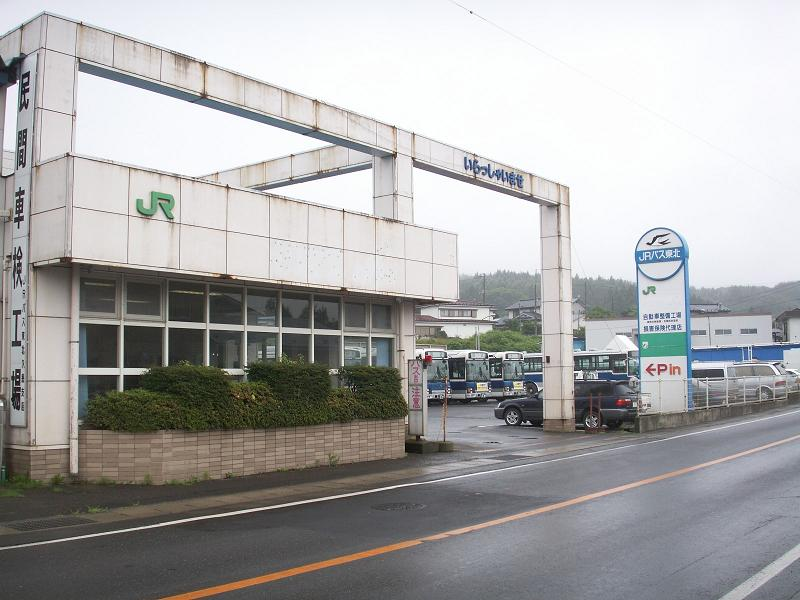
久慈営業所（2007年7月）

- 1943年（昭和18年）11月20日 - 沼宮内自動車区久慈支区設置。
- 1947年（昭和22年）3月31日 - 久慈自動車区に格上げ。
- 19xx年 - 久慈自動車営業所となる。
- 1987年（昭和62年）4月1日 - 東日本旅客鉄道発足、東日本旅客鉄道東北自動車部久慈自動車営業所に改組。
- 1988年（昭和63年）4月1日 - ジェイアールバス東北営業開始、ジェイアールバス東北久慈営業所に改組。
- 1990年（平成2年）2月20日 - 久慈支店に格上げ。
- 2004年（平成16年）4月1日 - 久慈営業所に格下げ。
- 2008年（平成20年）
  - 3月25日 - 久慈駅バス乗車券うりばを閉鎖。
  - 4月1日 - スワロー号・平庭高原線（白樺号）・スーパー久慈号を除く久慈地区の路線バスを全線廃止（のるねっとKUJI・洋野町営バスに転換）。
- 2009年（平成21年）3月31日 - 廃止。以後、二戸営業所久慈宿泊所として使用される。

## 営業所廃止時点での所管路線

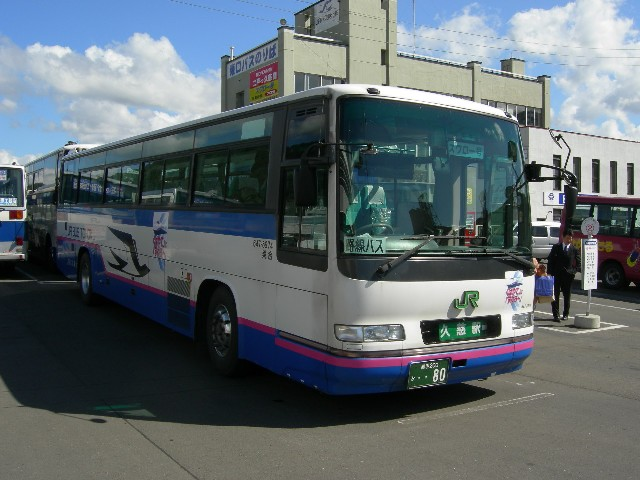
かつて運行していた「スワロー号」専用塗装車

これらの路線は、営業所廃止後二戸営業所および盛岡支店（「白樺号」の一部）に移管された。
- うみねこ号（八戸 - 仙台、車両は仙台支店所属）
- スワロー号（久慈 - <折爪トンネル> - 二戸）

- 運行開始と同時に当営業所に導入された専用塗装車は、現行のJRバス東北高速・貸切色に東北新幹線E2系と同じ桃色の帯があり、前面および側面にはE2系車両と「はやてに“すわろー”」というキャッチコピーが書かれたステッカーが貼られていた。久慈営業所廃止までは平庭高原線や久慈営業所管内の貸切スクールバスなどにも使用されていた（現在は廃車または二戸営業所に転属→一般色<高速・貸切色>に塗り替え）。

- 平庭高原線（「白樺号」、久慈 - 葛巻 - いわて沼宮内 - 盛岡）

## 廃止路線

### 一般路線

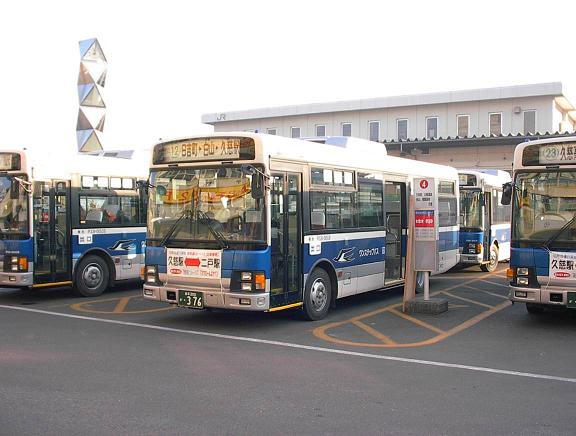
白山・日吉循環線（2002年11月）

2007年2月、JRバス東北は久慈地区で運行する高速・都市間バスを除く全路線を2008年3月31日をもって廃止することを沿線自治体と岩手県生活交通対策協議会に申し入れた。沿線自治体からは路線存続の要望も出されたが、不採算路線の多い同地区の運行継続は難しく、2007年9月27日に該当路線の廃止届けを提出、翌2008年3月31日の運行をもって廃止された。久慈地区では市民バス「のるねっとKUJI」として、洋野町では洋野町営バスの一部区間を延伸して、それぞれ引き継いでいる。

過去の車両
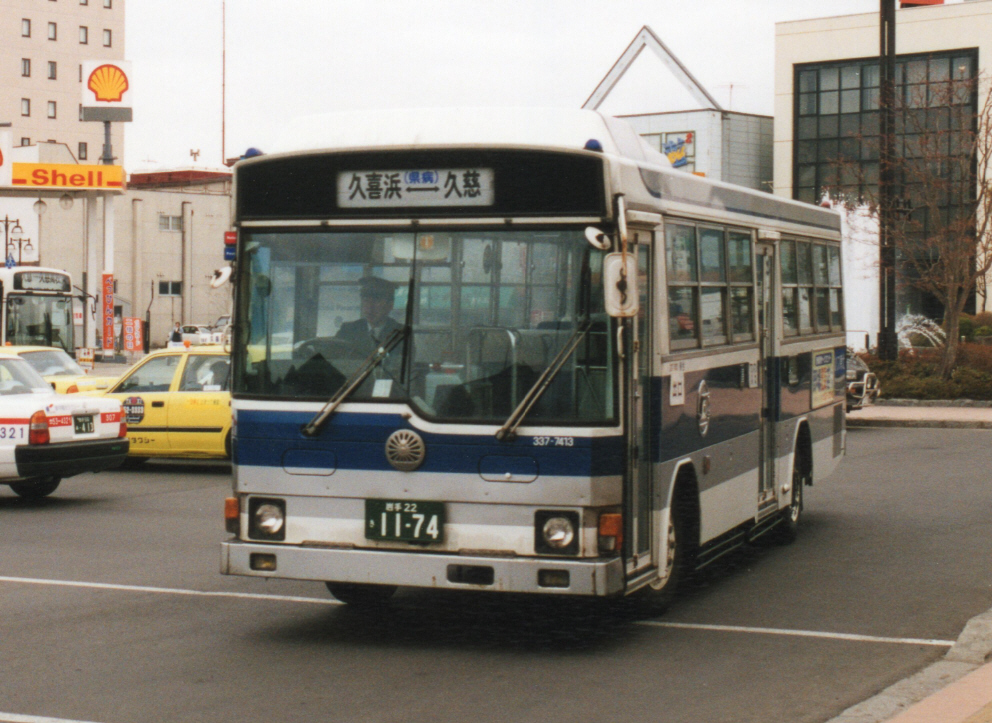
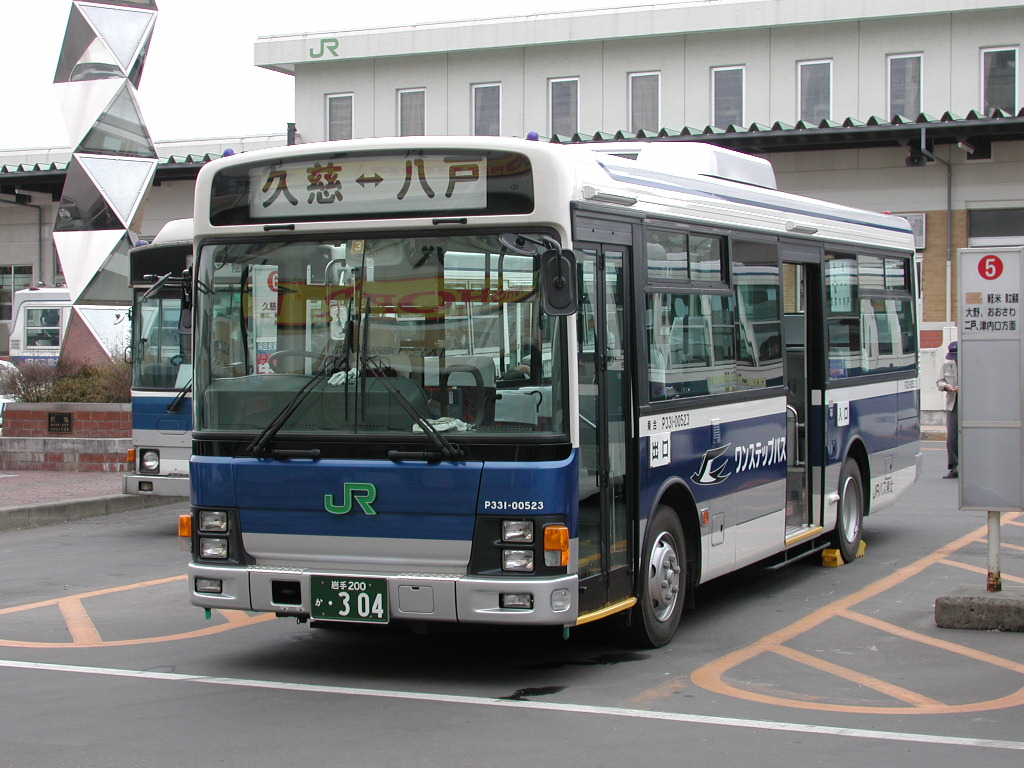
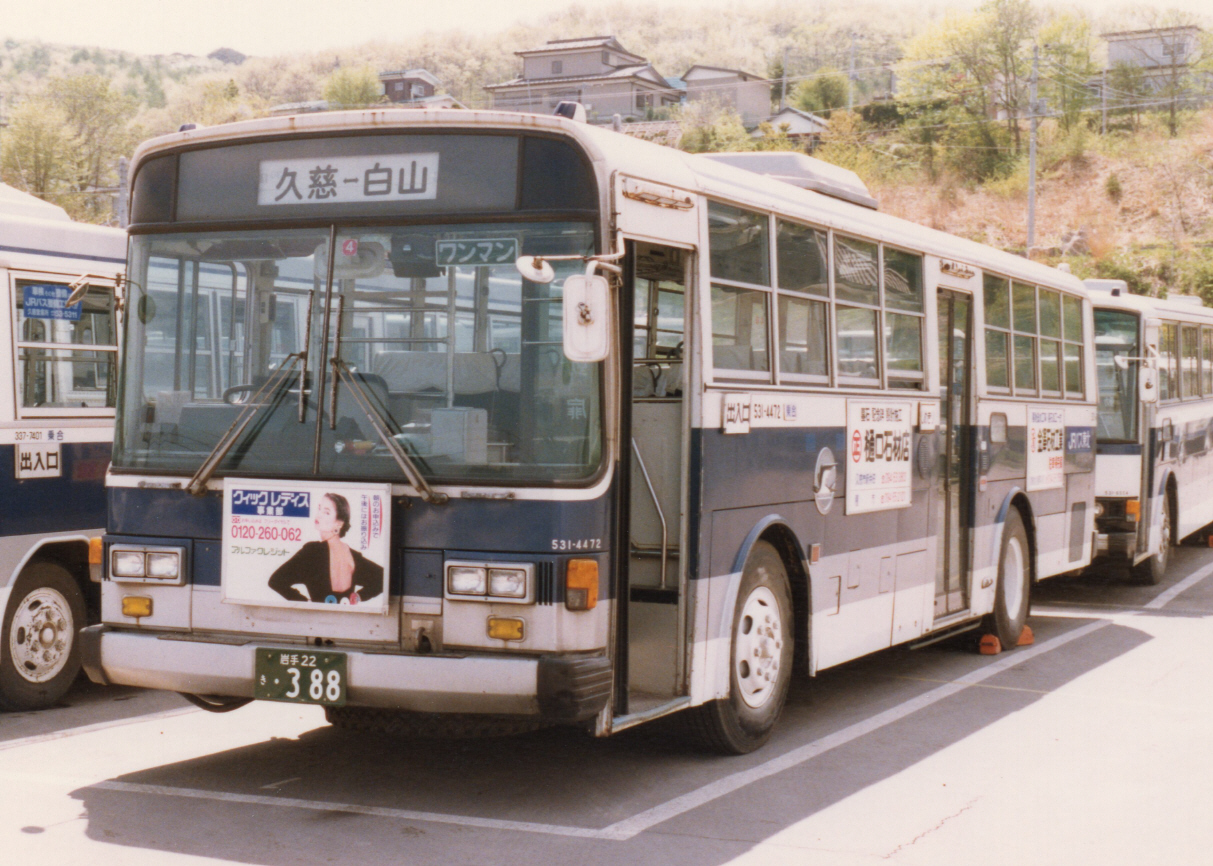
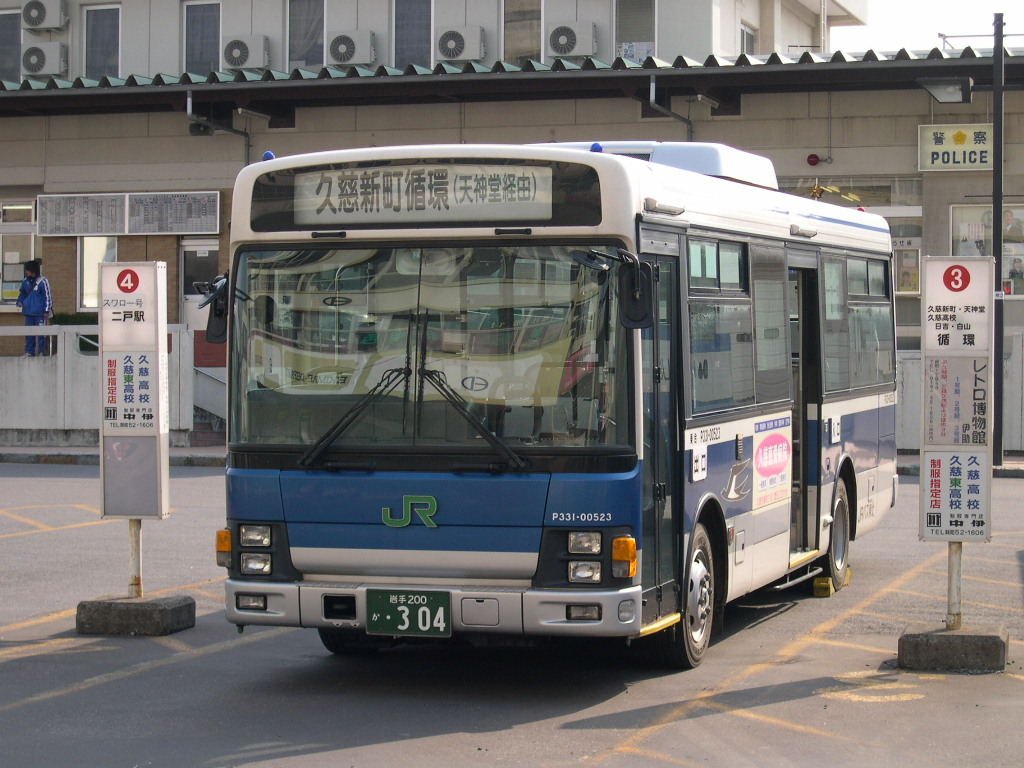
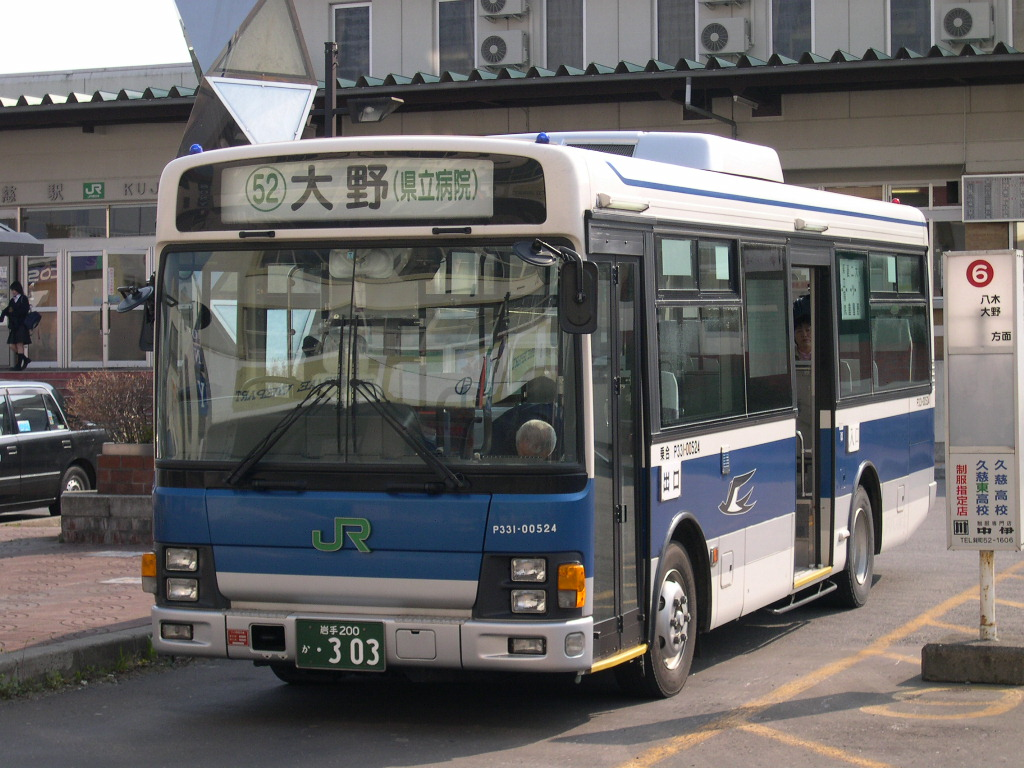

- 陸中海岸線
- 八久線
- 城内線
- 川代線
- 津内口線
- 山根線
- 八木線
- 大野線
- 久慈海岸線
- 小国線
- 白山・日吉循環線
- 川崎町循環線
- 新町循環線

- 過去の車両

### 高速路線
- ブルーリアス号（久慈 - 仙台）[1]
- スーパー久慈
  - 岩手県盛岡市と同県久慈市を結んでいた。運行回数は1日1往復（運行開始から廃止まで変わらず）。岩手県北バスが「久慈こはく号」を久慈 - 盛岡間で並行して運行しており、こちらは運賃を若干安めに設定している。
  - 運行経路
    - 盛岡駅（東口1番のりば） - 道の駅おりつめ - 戸呂町 - 営業所前（JRバス久慈営業所） - 久慈駅（2番のりば）

  - 路線沿革
    - 1990年12月15日 - 盛岡 - 久慈間（135.4km）運行開始[2]。
    - 199x年 - 陸中野田駅前 - 盛岡間となる（営業キロ147.4km）
    - 2004年4月1日 - 陸中野田駅発盛岡行が久喜浜発になる。
    - 2007年4月1日 - 盛岡発陸中野田駅行が久慈駅止まりとなる。
    - 2008年4月1日 - 久喜浜発盛岡行が久慈駅発となる。
    - 2009年2月28日 - 近年の利用客の減少を理由に、この日の運行をもって廃止。

  - 利用状況

| 年度               | 運行日数 | 運行便数 | 年間輸送人員 | 1日平均人員 | 1便平均人員 |
| 2002（平成14）年度 | 365      | 755      | 16,241       | 44.5        | 21.5        |
| 2003（平成15）年度 | 366      | 733      | 9,610        | 26.3        | 13.1        |
| 2004（平成16）年度 | 365      | 730      | 9,651        | 26.4        | 13.2        |
| 2005（平成17）年度 | 365      | 730      | 10,441       | 28.6        | 14.3        |
| 2006（平成18）年度 | 365      | 727      | 9,904        | 27.1        | 13.6        |
| 2007（平成19）年度 | 366      | 732      | 10,005       | 27.3        | 13.7        |

## 廃止後
廃止後は敷地の一部が車販売店となっているが、それ以外のスペースを久慈泊所として引き続き白樺号・スワロー号の待機所・乗務員宿泊所として使用しており夜間滞泊も設定されている（2020年夏ダイヤでは車両は盛岡支店2台・二戸営業所3台が滞泊する）。
営業所建物はそのまま残され宿泊所として使用していたが現在は解体され、乗務員宿泊に特化した建物に建替えられている。
また、久慈営業所で勤務していた社員は、二戸営業所などへ異動し勤務している。